# بوکسنج

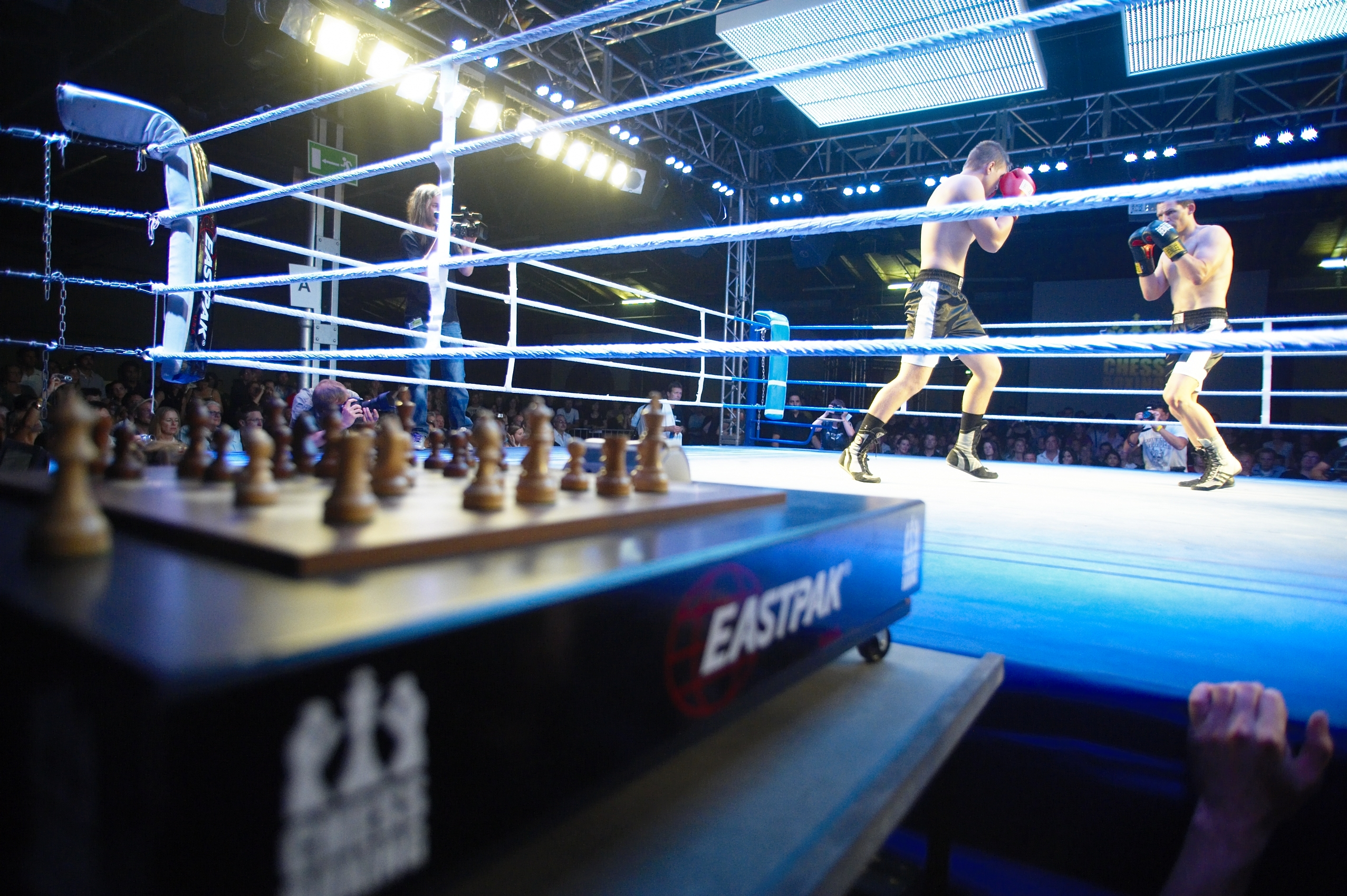

شطرنج بوکس یا چِس باکسینگ (به انگلیسی: Chess boxing) مرکب از دو ورزش بوکس و شطرنج است. در این مسابقه رقابت حریفان در چهار وزن و یازده راند متناوب که متشکل از ۶ راند بازی سه دقیقه‌ای شطرنج و ۵ راند سه دقیقه‌ای بوکس می‌شود، صورت می‌پذیرد.
ورزشکاران ابتدا سه دقیقه شطرنج که روی رینگ بوکس قرار دارد بازی می کنند و سپس مبارزه بوکس آنان آغاز می‌شود و هر فردی که بتواند در هر رشته برنده شود بازی را به نفع خود تمام کرده است.
در صورت تساوی در ۱۱ راند، یک راند سه دقیقه‌ای شطرنج اضافه می شود .